# Contea di Beaver (Oklahoma)
La contea di Beaver (in inglese Beaver County) è una contea dello Stato dell'Oklahoma, negli Stati Uniti. La popolazione al censimento del 2000 era di 5 857 abitanti. Il capoluogo di contea è Beaver.